# Баиров, Николай Улюмжаевич
Николай Улюмжаевич Баиров (1960—1995) — военный лётчик, майор Вооружённых Сил Российской Федерации, участник Афганской и Первой чеченской войн, Герой Российской Федерации (1996).

## Биография
Николай Баиров родился 4 января 1960 года в селе Михайловка Енотаевского района Астраханской области. Калмык по национальности. Окончил среднюю школу на родине.
В апреле 1978 года Баиров был призван на службу в Советскую Армию. Проходил службу в мотострелковых частях Группы советских войск в Германии. Из войск поступил на учёбу в Борисоглебское высшее военное авиационное училище лётчиков, которое окончил в 1983 году. В октябре 1986 — октябре 1987 годов участвовал в Афганской войне. По возвращении из Афганистана служил в штурмовом авиаполку ВВС Закавказского военного округа в Азербайджанской ССР. В 1992 году Баиров был переведён в 368-м отдельный штурмовой авиаполк в городе Будённовске Ставропольского края. В 1993 году стал командиром эскадрильи. С 1992 года заочно учился в Военно-воздушной академии имени Гагарина.
С декабря 1994 года Баиров участвовал в боях первой чеченской войны. Совершил несколько боевых вылетов. 4 февраля 1995 года он во главе пары штурмовиков «Су-25» наносил удар по опорному пункту боевиков в двух километрах к югу от села Чечен-Аул. Там было обнаружено скопление противовоздушных точек, прикрывавшее мост через реку Аргун. В момент ввода в пикирование самолёт Баирова был сбит огнём ЗСУ «Шилка». Лётчик катапультировался. Дальнейшая его судьба не установлена. Первоначально боевики заявляли о пленении Баирова, но эта информация не подтвердилась. Решением Ленинского суда города Астрахани от 23 октября 1999 года признан умершим.

## Награды
Указом Президента Российской Федерации от 20 июля 1996 года за «мужество и героизм, проявленные при выполнении специального задания» майор Николай Баиров был удостоен высокого звания Героя Российской Федерации. Также был награждён двумя орденами и рядом медалей.

## Память
- В честь Баирова названа улица в родном селе[1].
- В сквере Михайловской начальной школы ему установлен памятник[1].
- В Элисте на Аллее Героев находится барельеф.